# Lake Fenton
Lake Fenton – jednostka osadnicza w Stanach Zjednoczonych, w stanie Michigan, w hrabstwie Genesee.